# Adalbertia cortes
Adalbertia cortes là một loài bướm đêm trong họ Geometridae.